# Carex sectoides
Carex sectoides là một loài thực vật có hoa trong họ Cói. Loài này được (Kük.) Edgar mô tả khoa học đầu tiên năm 1970.